# Claudia Hart
Claudia Hart, née en 1955 à New York, est une artiste, critique d'art, rédactrice en chef et professeure agrégée au Département de cinéma, vidéo, nouveaux médias et animation  à l'École de l'Art Institute of Chicago. Elle est active en tant qu'artiste, commissaire d'exposition et critique d'art depuis 1988. Elle crée des représentations virtuelles qui prennent la forme d'images 3D intégrées à des photographies, des boucles animées et des installations d'animation multicanales.

## Biographie
Après avoir obtenu un baccalauréat avec mention honorifique en histoire de l'art à l'Université de New York en 1978, Claudia Hart étudie l'architecture à la Graduate School of Architecture de l'université Columbia, et obtient un master en science en 1984. Elle exerce ensuite en tant que critique d'art et d'architecture. Entre 1985 et 1986, elle est rédactrice adjointe du magazine de design ID qu'elle développe et renomme, conjointement avec le rédacteur en chef Steven Skov Holt; ID: the Magazine of International Design . Elle publie ses critiques et rejoint le magazine Artforum où elle est rédactrice en chefjusqu'en 1988. Elle publie ensuite des articles théoriques dans des revues académiques telles que Media-N, la revue New Media Caucus, Bad Papers et Byte Shark.
En 1988, Claudia Hart commence à exposer avec la Pat Hearn Gallery, passant de la critique à la pratique artistique. À cette époque, elle expose des peintures et des installations inspirées des langages architecturaux visionnaires de Claude Ledoux, Etienne-Louis Boullée et Jean-Jacques Lequeu. Après avoir reçu une bourse en 1989, elle s'installe en Europe, où elle reste dix ans. Elle reçoit de nombreuses bourses, dont le Kunstfond Bonn, la Stiftung Kulturfonds, la Stiftung Luftbrueckendank Grant, la Arts International Foundation Grant, la Kunstlerhaus Bethanian Grant, une bourse honorifique de l'Eyebeam et deux bourses de l'American Center à Paris, où elle rencontre l'artiste conceptuelle française Sylvia Bossu.
En Europe, elle expose dans des galeries et des musées. Le Museum of Modern Art, le Metropolitan Museum of Art, le Vera List Center for Art and Politics à la New School de New York, le MIT List Center à Cambridge, le Musée d'Art contemporain de San Diego ainsi que le Musée d'art contemporain de Berlin et la collection Goetz de Munich exposent ses œuvres de cette époque .
Claudia Hart retourne vivre à New York en 1998 pour publier deux livres illustrés, à l'origine des catalogues pour ses expositions. Elle écrit, illustre et conçoit A Child's Machiavelli ainsi que Dr. Faustie's Guide to Real Estate Development. Claudia Hart étudie ensuite l'animation au New York University Center for Advanced Digital Applications avec l'intention d'animer ses livres illustrés. Au lieu de cela, elle développe un corpus d'œuvres composé d'installations animées en 3D qu'elle considère comme des peintures éphémères.
Son art consiste en des designs d'espaces virtuels contenant souvent des corps féminins expressifs et sensuels destinés à provoquer une subjectivité émotionnelle au sein de ce monde du design numérique qui est généralement et excessivement cartésien. Ses œuvres sont exposées dans diverses institutions publiques comme le MoMA PS1 (New York) PS122 (New York), la biennale Zero1 (San Jose). Elle est la première femme à organiser une performance aux Wood Street Galleries à Pittsburgh. Ses œuvres font partie de la Sandor Family Collection (Chicago), de la Teutloff Photo + Video Collection (Cologne) et de la Borusan Contemporary Art Collection (Istanbul), entre autres.

## Travaux
Les réalisations de Claudia Hart proposent une perspective féministe à une discussion sur les technologies numériques ainsi qu'à une critique des médias. Une grande partie de son travail tente d'introduire les femmes dans une culture technologique dominée par les hommes et condamne les pulsions violentes d'un environnement de production numérique masculin.

### Welcome to Alice's Giftshop!(2014)
En 2014, Claudia Hart tient sa troisième exposition personnelle à la Bitforms Gallery de Chelsea à New-York. Les œuvres présentées sont inspirées de l'œuvre de 1865 de Lewis Carroll, Alice au pays des merveilles : elles utilisent les métaphores du texte pour explorer les interventions croissantes de la vie contemporaine à travers les plateformes numériques et technologiques. «J'ai commencé à travailler d'une manière hyper-féminine», déclare Claudia Hart. «J'avais affaire à des idéaux de beauté dans un contexte de jeux de tir à la première personne qui étaient rapides, violents et pornographiques. En résistance, j'ai commencé à faire un travail lent et sensuel, en me concentrant sur le corps féminin. " Au cœur de ce travail se trouvent des problématiques de représentation, car Claudia Hart remet en question ce qui pourrait être considéré comme «naturel» tout comme le rôle de l'ordinateur dans le changement de valeurs sur l'identité et le réel .

### On Synchronics(2013)
On Synchronics est un projet médiatique créé par Claudia Hart en collaboration avec 24 de ses étudiants actuels et anciens, de l'École de l'Art Institute of Chicago. On Synchronics traite du thème de l'identité individuelle dans un environnement saturé par les médias et de plus en plus technologique. Dans l'œuvre, "de nombreux personnages fusionnent en un seul corps global, exécutant une chorégraphie unifiée et poétique dans laquelle un avatar numérique lutte héroïquement pour échapper aux confins du monde informatique artificiel et émerger dans le flux imprévisible de la réalité" .

### Caress(2011)
Caress divise un nu féminin allongé, grandeur nature, en trois écrans. Le cadrage du corps suscite un sentiment de claustrophobie, dépeignant le personnage comme emprisonné dans une sorte de cercueil moderne. L'image en noir et blanc est également destinée à faire référence aux sculptures de tombes et des entrées des églises gothiques. La performance a été présentée dans la Bitforms Gallery de New York .

## Expositions personnelles (sélection)
- Timegarden, The Exploratorium, San Francisco, février 2005
- Welcome to Alice’s Giftshop exhibition, Bitforms Gallery, New York, 2014 [7]
- The Flower Matrix, Miller Institute for Contemporary Art at Carnegie Mellon University, 2018